# Данилевський Віктор Васильович
Віктор Васильович Данилевський — доктор технічних наук, професор, академік АН УРСР

## Біографія
Народився за одними даними у м. Лодзі — повітовому центрі Петроковської губернії Царства Польського (тепер центр воєводства Республіки Польща), за іншими — у с. Яреські Миргородського повіту Полтавської губернії (нині Шишацького району Полтавської області), в сім'ї службовця.
Після закінчення 1923 р. Харківського технологічного інституту працював на Харківському хімічному комбінаті та в Харківському історичному музеї. Протягом 1928—1929 рр. брав участь у створенні перших в СРСР кафедр історії техніки у низці харківських вузів.
В результаті травми опорно-рухового апарату перенесеної у молоді роки (1919) був обмежений у можливості вільно пересуватися, після ще однієї травми (1938) міг пересуватися тільки за допомогою милиць. Незважаючи на усе це починаючи з 1929 р. протягом двох десятиліть дослідив усі основні регіони СРСР, пов'язані з розвитком машинно-фабричного виробництва країни, керував експедиційними роботами, пов'язаними з вивченням залишків стародавніх рудників, гідротехнічних і військово-інженерних споруд тощо.
1930—1932 рр. викладав історію техніки у Українському поліграфічному інституті в м. Харкові.
Переїздить до Ленінграда, де працює в Інституті історії науки і техніки (1932—1933), потім керує секцією історії техніки на Ленінградському металічному заводі (1933—1936).
З 1936 р. до дня смерті 9 серпня 1960 р. — завідувач кафедри історії техніки Ленінградського політехнічного інституту ім. М. І. Калініна.
1938 р. ВАК присвоїв В. В. Данилевському вчений ступінь доктора технічних наук без захисту дисертації і затвердив його у вченому званні професора по кафедрі історії техніки.
Разом з І. П. Бардіним, Г. М. Кржижановським, Л. М. Самаріним, С. Г. Струміліним, М. А. Шателеном, Б. М. Юр'євим входив до складу Комісії з історії техніки при Відділенні технічних наук АН СРСР, на базі якої 1953 р. було створено Інститут природознавства та техніки АН СРСР.
1931 р. обрано дійсним членом Державної академії історії матеріальної культури, а у 1948 р. — академіком АН УРСР.

## Творчий доробок
Автор понад тисячі наукових та науково-методичних праць. За консультацією та під керівництвом В. В. Данилевського тридцять чоловік виконали і захистили дисертаційні роботи на здобуття наукового ступеня доктора та кандидата технічних наук.

## Нагороди
Нагороджений орденами Трудового Червоного Прапора, «Знак Пошани», медалями. Лауреат двох Сталінських премій у галузі науки і техніки другого ступеня.